# Every Single Night
Every Single Night è un singolo della cantautrice statunitense Fiona Apple, pubblicato nel 2012 ed estratto dal suo quarto album The Idler Wheel....

## Tracce
- Download digitale

1. Every Single Night – 3:33

- Singolo 7"

1. Every Single Night – 3:33
2. Anything We Want (live version) – 4:40